# 巴萊爾迪山

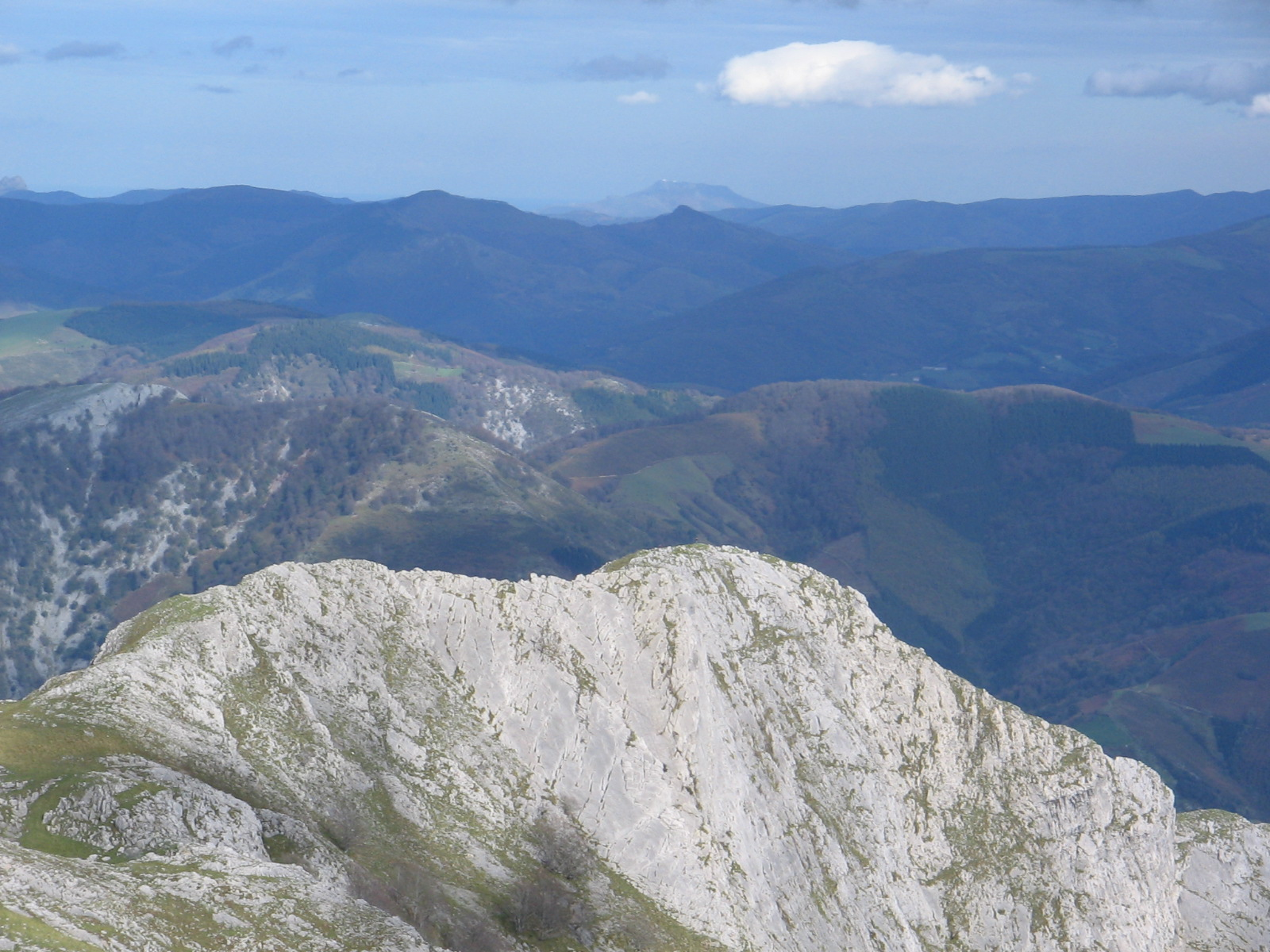

巴萊爾迪山（Balerdi），是西班牙的山峰，位於該國北部巴斯克自治區，處於吉普斯夸省和納瓦拉的交界處，屬於巴斯克山脈中阿拉拉爾山脈的一部分，海拔高度1,195米。